# Yamaha YZF-R6
De Yamaha YZF-R6 is een motorfiets uit de supersportklasse van Yamaha, naast de meer straat georiënteerde Yamaha YZF600R (Thundercat) en is het kleine broertje van de Yamaha YZF-R1. De R6 is uitgerust met een elektronisch geregelde brandstofinjectie. De grote laterale stijfheid van het gegoten aluminium frame resulteert in een bijzonder betrouwbaar en ultrastrak rijgedrag.
De voorganger van de Yamaha YZF-R6 was de Yamaha YZF-600R, meer over de geschiedenis is te vinden op Yamaha FZR.
De Zwart metallic/matgrijze variant wordt ook wel de 'Black Raven' genoemd. Naast deze speciale editie kent de R6 ook andere specials, zoals de 50th anniversary editie.

## Technische gegevens
Alle specificaties als opgegeven door de fabrikant.
| Motor: 2009              | Motor: 2009                                                         |
| ------------------------ | ------------------------------------------------------------------- |
| Type:                    | viercilinder, viertakt, DOHC.                                       |
| Cilinderinhoud:          | 599 cc.                                                             |
| Koeling:                 | vloeistof.                                                          |
| Distributie:             | 4 kleppen per cilinder.                                             |
| Boring X slag:           | 67,0 x 42,5 mm                                                      |
| Smering:                 | nat (olie)carter.                                                   |
| Compressie:              | 13,1 :1.                                                            |
| Maximum koppel:          | 65,8 Nm (6,71 kgm) bij 11.000 tpm 69,1 Nm (7,05 kgm) bij 11.000 tpm |
| Maximumvermogen:         | 94,9 kW (129 pk) bij 14.500 tpm 99,6 kW (135 pk) bij 14.500 tpm     |
| Eindoverbrenging:        | ketting.                                                            |
| Koppeling:               | Nat, meervoudige platen met slipperclutch.                          |
| Versnellingsbak:         | 6 verhoudingen.                                                     |
| Rijwielgedeelte: 2009    |                                                                     |
| Frame:                   | Gegoten aluminium deltabox-frame                                    |
| Ophanging vooraan:       | Upsidedown vork (volledig instelbaar).                              |
| Ophanging achter:        | Swingarm (Monocross).                                               |
| Voorrem:                 | Dubbele schijf, Ø 310 mm.                                           |
| Achterrem:               | Enkele schijf, Ø 220 mm.                                            |
| Voorband:                | 120/70 ZR17M/C (58W)                                                |
| Achterband:              | 180/55 ZR17M/C (73W)                                                |
| Maten en gewichten: 2009 |                                                                     |
| Lengte:                  | 2.040 mm.                                                           |
| Breedte:                 | 705 mm.                                                             |
| Hoogte:                  | 1.100 mm.                                                           |
| Zadelhoogte:             | 850 mm.                                                             |
| Wielbasis:               | 1.380 mm.                                                           |
| Grondspeling:            | 130 mm.                                                             |
| Gewicht (rijklaar):      | 185 kg.                                                             |
| Tankinhoud:              | 17,3 liter.                                                         |
| Diversen: 2009           |                                                                     |
| Kleurvariaties:          | Racing Red (VRC1) Yamaha Blue (DPBMC) Black (RYC1)                  |

## Concurrentie
De Yamaha YZF-R6 concurreert o.a. met de volgende supersportmotorfietsen:
- Honda CBR600RR
- Kawasaki Ninja ZX-6R
- Suzuki GSX-R 600
- Triumph Daytona 675

## Afbeeldingen

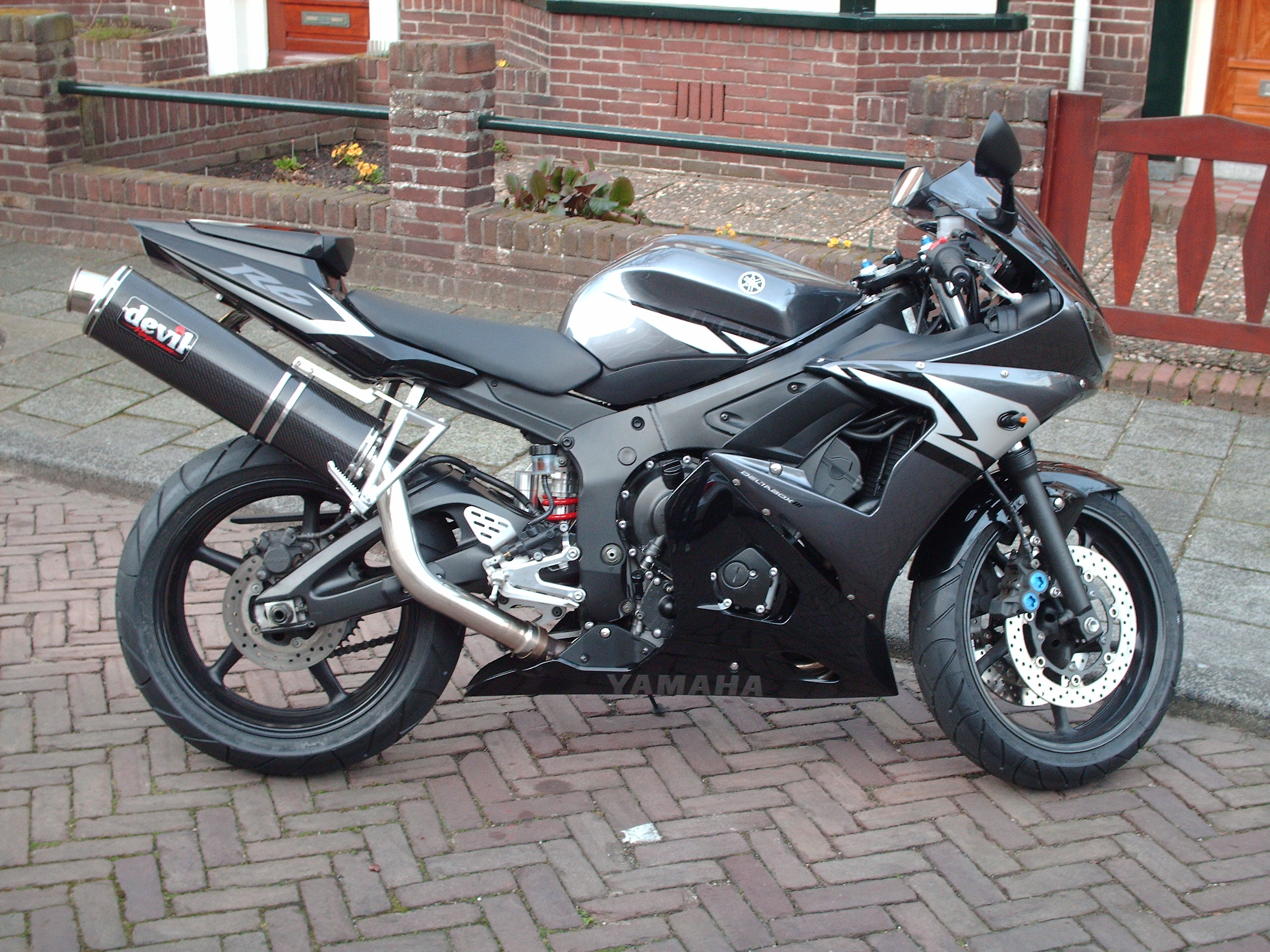
Yamaha YZF R6 (2004, Antraciet)
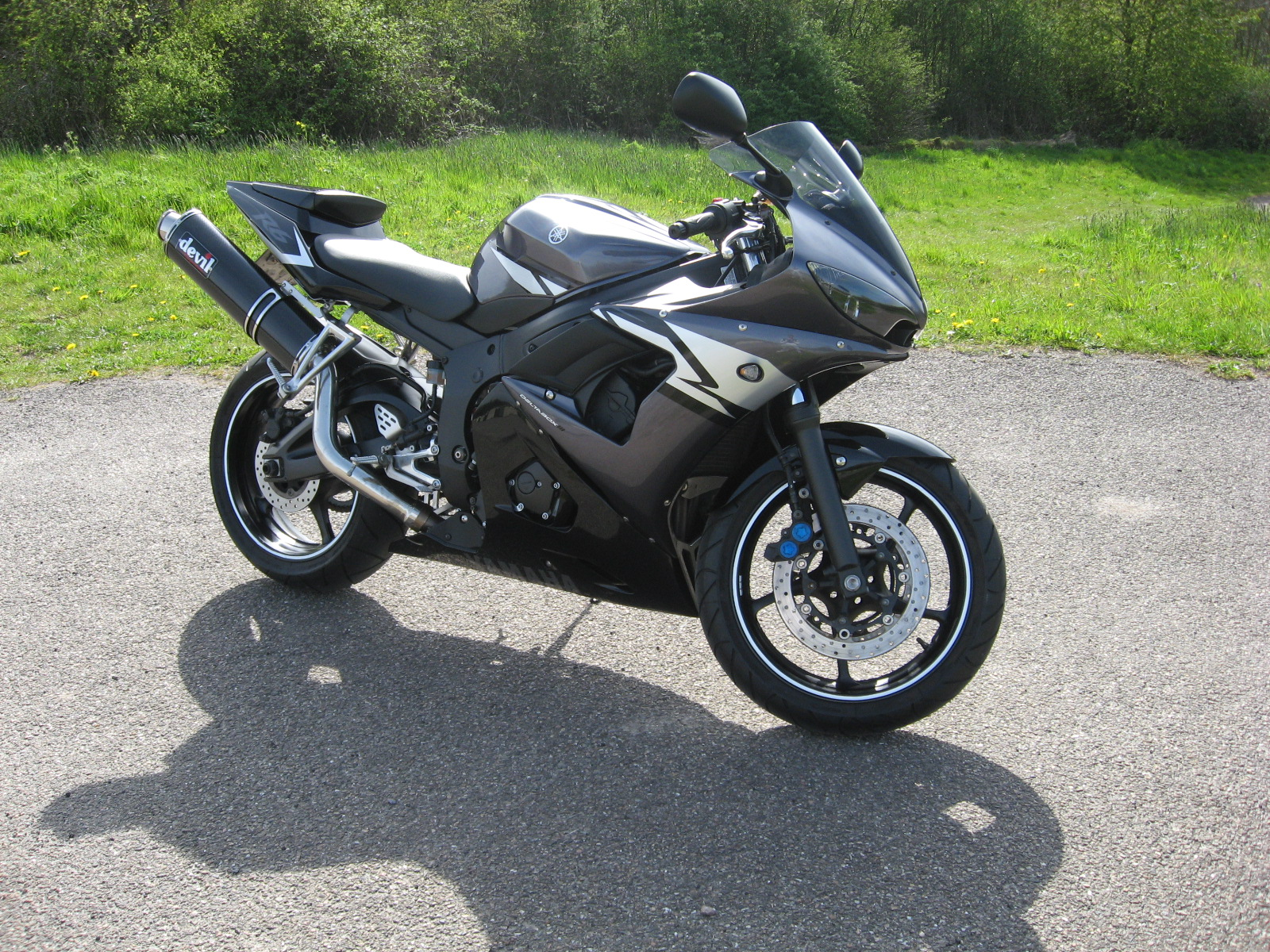
Yamaha YZF R6 (Antraciet)